# Faustin Betbeder
Pour les articles homonymes, voir Betbeder.
Faustin Betbeder (Soissons, 24 juin 1847 - Camberwell, 28 décembre 1914), dit Faustin, est un caricaturiste français.

## Biographie
Il est né à Soissons en 1847. Il étudie à l’École des Beaux-Arts avant d'opter pour la caricature.
Il est l’auteur de nombreuses caricatures dans la veine d'André Gill. Dans les années 1860-1870, il travaille entre autres pour Le Grelot, La Lanterne magique et pour Le Figaro anglais.
Il se fixe en Angleterre après la guerre de 1870, où il fonde un établissement d’impressions en couleurs.
De nombreuses caricatures sont conservées au Victoria and Albert Museum, à Londres.
Il a également fourni de nombreux costumes pour le théâtre de l’Opéra Comique de Londres et le théâtre de l'Alhambra de Londres.
Il décède vers 1914 à Camberwell.

## Galerie

Caricatures de Faustin Betbeder
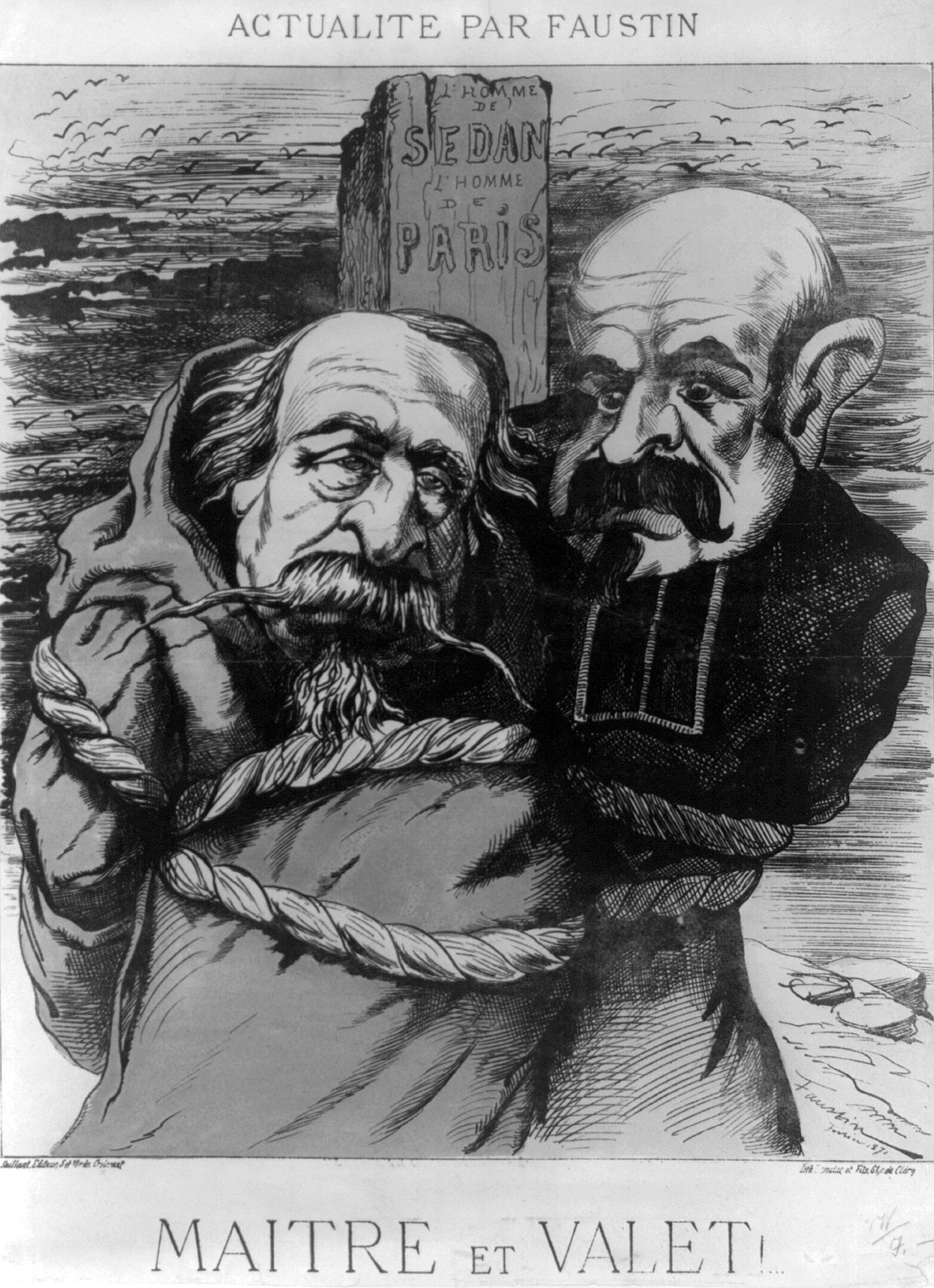
Napoléon III et Trochu.
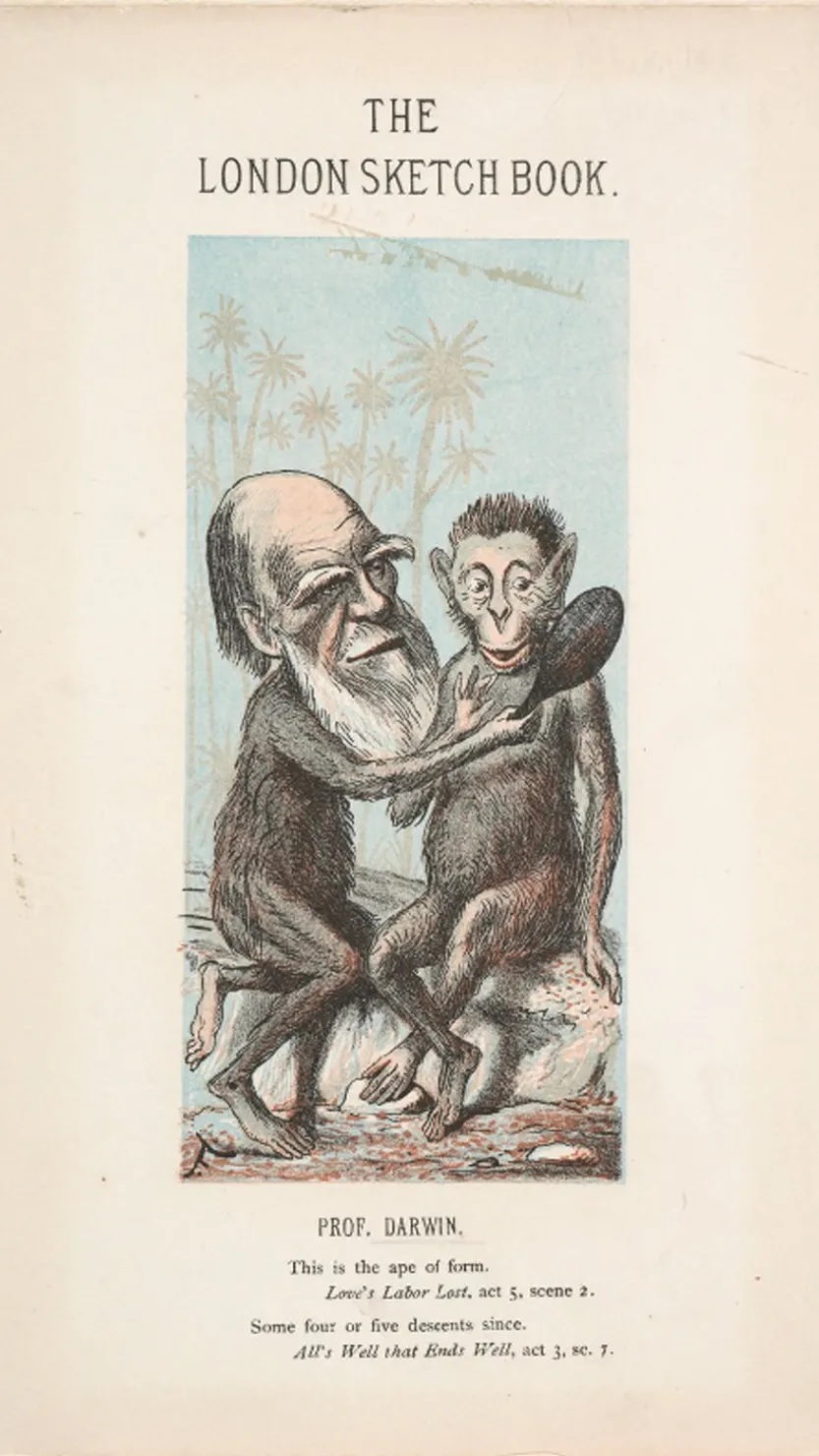
Charles Darwin, (1874).
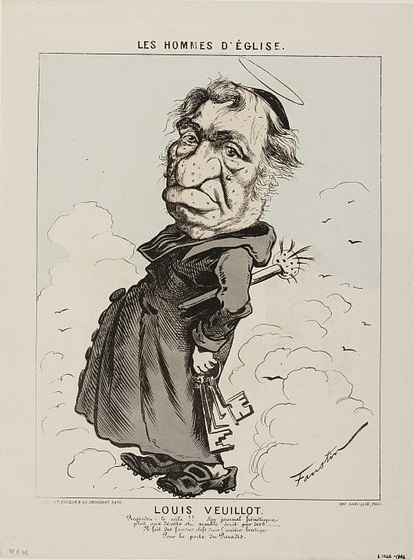
Caricature de Louis Veuillot.